# Hoogtijd (Segers)
Hoogtijd is een compositie voor groot koperensemble, twee sprekers, gemengd koor en elektronische instrumenten van de Belgische componist Jan Segers op een tekst van Marcel van Maele. Het werk werd gecomponeerd in opdracht van de BRT ter gelegenheid van het 1 mei-feest.